# Чеботарёва, Александра Ивановна
Александра Ивановна Чеботарёва (1908 — 1999) — советский врач-онколог. Заслуженный врач РСФСР. Герой Социалистического Труда (1960).

## Биография
Родилась 3 ноября 1908 года в городе Данков,  Рязанской губернии.
С 1926 года работала на Московской ватной фабрике.
С 1927 по 1931 годы училась во Втором Московском медицинском институте.
С 1931 по 1937 годы — работала заведующей амбулаторией лесобаржи «Бакарица» и заведующей здравпунктом на станции Плющево Ухтомского района Московской области. С 1937 по 1946 годы — работала хирургом-ординатором и заведующей хирургическим отделением Второй Люберецкой городской больницы.
С 1946 по 1978 годы А. И. Чеботарёва работала в Красковской сельской участковой больнице Ухтомского района — заведующей хирургическим отделением, заместителем главного врача и главным врачом, врачом-онкологом онкологического диспансера. А. И. Чеботарёва провела более девяти тысяч операций, обеспечивала высокую диагностику и лечение больных.
27 марта 1954 года  Указом Президиума Верховного Совета СССР «за заслуги в области здравоохранения» А. И. Чеботарёва была награждена Ордена Знак Почёта.
7 марта 1960 года  Указом Президиума Верховного Совета СССР «в ознаменование 50-летия Международного женского дня и за выдающиеся достижения в труде и особо плодотворную общественную деятельность» Александра Ивановна Чеботарёва была удостоена звания Героя Социалистического Труда с вручением Ордена Ленина и золотой медали «Серп и Молот».
Помимо основной деятельности А. И. Чеботарёва избиралась депутатом Ухтомского и Люберецкого районных Советов депутатов трудящихся, являлась председателем постоянной депутатской комиссии по здравоохранению.
С 1978 года — на пенсии.
Жила в поселке Малаховка, Люберецкого района Московской области. Умерла 11  ноября 1999 года.

## Награды
- Медаль «Серп и Молот» (7.03.1960)
- Орден Ленина (7.03.1960)
- Орден Знак Почёта (27.03.1954)
- Медаль «За трудовую доблесть» (14.06.1951)

### Звания
- Заслуженный врач РСФСР